# Vern-d’Anjou
Vern-d’Anjou – miejscowość i dawna gmina we Francji, w regionie Kraj Loary, w departamencie Maine i Loara. W 2008 roku liczba ludności wynosiła 1964 mieszkańców. Siedziba gminy Erdre-en-Anjou.
W dniu 28 grudnia 2015 roku z połączenia czterech ówczesnych gmin: Brain-sur-Longuenée, Gené, La Pouëze oraz Vern-d’Anjou, utworzono nową gminę Erdre-en-Anjou. 